# Établissement urbain de Molotchny
L'établissement urbain de Molotchny (en russe : Городское поселение Молочный) est une entité municipale de Russie formée en 2005, du raïon de Kola dans l'oblast de Mourmansk. Son siège administratif est la localité de Molotchny.

## Géographie
L'établissement urbain se situe dans le raïon de Kola, un des raïons de l'oblast de Mourmansk. Le raïon et l'oblast se trouvent dans le nord européen de la Russie.

## Politique administration
La municipalité est un établissement urbain, qui a été créé en 2005. Elle possède sa propre douma et un chef de l'administration.

## Population
Recensements (*) et estimations de la population,:
| 2010* | 2021* | 2023  | - |
| ----- | ----- | ----- | - |
| 5 600 | 4 210 | 4 045 | - |

## Localités
| Localité  | Statut          | Population 2010 | Population 2021 |
| --------- | --------------- | --------------- | --------------- |
| Vykhodnoy | village-gare    | 37              | 16              |
| Molotchny | commune urbaine | 5208            | 4194            |